# Дюбюк (Айова)
Дюбюк (англ. Dubuque) — місто (англ. city) в США, в окрузі Дюб'юк штату Айова. Населення — 59 667 осіб (2020).

## Географія
Дюбюк розташований за координатами 42°30′9″ пн. ш. 90°42′18″ зх. д. / 42.50250° пн. ш. 90.70500° зх. д. (42.502385, -90.705102).  За даними Бюро перепису населення США в 2010 році місто мало площу 80,86 км², з яких 77,62 км² — суходіл та 3,25 км² — водойми.

### Клімат
| Клімат : Дюбюк          | Клімат : Дюбюк | Клімат : Дюбюк | Клімат : Дюбюк | Клімат : Дюбюк | Клімат : Дюбюк | Клімат : Дюбюк | Клімат : Дюбюк | Клімат : Дюбюк | Клімат : Дюбюк | Клімат : Дюбюк | Клімат : Дюбюк | Клімат : Дюбюк | Клімат : Дюбюк |
| Показник                | Січ.           | Лют.           | Бер.           | Квіт.          | Трав.          | Черв.          | Лип.           | Серп.          | Вер.           | Жовт.          | Лист.          | Груд.          | Рік            |
| Абсолютний максимум, °C | 15,6           | 18,9           | 29,4           | 33,9           | 32,8           | 37,8           | 38,3           | 37,8           | 36,1           | 32,2           | 23,9           | 19,4           | 38,3           |
| Середній максимум, °C   | −2,8           | 0,0            | 6,7            | 15,0           | 20,6           | 26,1           | 27,8           | 26,7           | 22,2           | 15,6           | 7,2            | −1,1           | 13,7           |
| Середня температура, °C | −7,2           | −4,6           | 1,9            | 9,0            | 14,9           | 20,2           | 22,2           | 21,1           | 16,7           | 10,0           | 2,6            | −5,1           | 8,5            |
| Середній мінімум, °C    | −11,7          | −11,7          | −2,8           | 3,3            | 8,9            | 14,4           | 16,7           | 15,6           | 11,1           | 4,4            | −1,7           | −9,4           | 3,2            |
| Абсолютний мінімум, °C  | −34,4          | −32,8          | −28,9          | −11,7          | −6,1           | 2,2            | 6,7            | 4,4            | −2,2           | −10,6          | −27,2          | −31,7          | −34,4          |
| Норма опадів, мм        | 33             | 33             | 71             | 99             | 107            | 102            | 107            | 117            | 104            | 71             | 69             | 48             | 958            |
| Днів з опадами          | 8,7            | 8,6            | 10,4           | 11,5           | 13             | 11,3           | 9,9            | 9,1            | 8,9            | 8,9            | 9,8            | 10             | 120,1          |
| Днів зі снігом          | 7,2            | 6,4            | 4,6            | 1,1            | 0              | 0              | 0              | 0              | 0              | ,1             | 2,8            | 6,8            | 29             |
| ----------------------- | -------------- | -------------- | -------------- | -------------- | -------------- | -------------- | -------------- | -------------- | -------------- | -------------- | -------------- | -------------- | -------------- |
| Джерело: Weatherbase    |                |                |                |                |                |                |                |                |                |                |                |                |                |

## Демографія
Згідно з переписом 2010 року, у місті мешкало 57 637 осіб у 23 506 домогосподарствах у складі 13 888 родин. Густота населення становила 713 особи/км².  Було 25029 помешкань (310/км²).
Расовий склад населення:
| - 91,7 % — білих - 4,0 % — чорних або афроамериканців - 1,1 % — азіатів - 0,5 % — вихідців з тихоокеанських островів - 0,3 % — корінних американців |

До двох чи більше рас належало 1,8 %. Частка іспаномовних становила 2,4 % від усіх жителів.
За віковим діапазоном населення розподілялося таким чином: 21,4 % — особи молодші 18 років, 62,1 % — особи у віці 18—64 років, 16,5 % — особи у віці 65 років та старші. Медіана віку мешканця становила 38,0 року. На 100 осіб жіночої статі у місті припадало 93,9 чоловіків;  на 100 жінок у віці від 18 років та старших — 91,4 чоловіків також старших 18 років.
Середній дохід на одне домашнє господарство  становив 59 017 доларів США (медіана — 47 450), а середній дохід на одну сім'ю — 72 551 долар (медіана — 59 287). Медіана доходів становила 42 474 долари для чоловіків та 32 433 долари для жінок. За межею бідності перебувало 16,2 % осіб, у тому числі 22,9 % дітей у віці до 18 років та 11,7 % осіб у віці 65 років та старших.
Цивільне працевлаштоване населення становило 29 869 осіб. Основні галузі зайнятості: освіта, охорона здоров'я та соціальна допомога — 24,6 %, виробництво — 14,1 %, роздрібна торгівля — 13,5 %.

## Відомі особистості
В поселенні народився:
- Род Блам (* 1955) — американський політик.